# تواعن (حبيش)

تعديل مصدري - تعديل

تواعن محلة تابعة لقرية الظهرة، التابعة لعزلة قحزة بمديرية حبيش إحدى مديريات محافظة إب في الجمهورية اليمنية، بلغ تعداد سكانها 20 حسب تعداد اليمن لعام 2004.